# دایگاکو-نو-کامی
دایگاکو-نو-کامی (به ژاپنی: 大学頭 Daigaku-no-kami)، یک مقام درباری امپراتوری ژاپن و عنوان متخصص ارشد آموزش در سلسله مراتب سختگیرانه دربار بود. دایگاکو-نو-کامی امپراتوری به پیش از دوره هی‌آن برمی‌گردد؛ و این مقام درباری تا اوایل دوره میجی ادامه یافت. این عنوان و مقام به نام امپراتور ژاپن اعطا می‌شد.
در دوره ادو، رئیس سیستم آموزشی و بوروکراتیک شوگون‌سالاری توکوگاوا با عنوان افتخاری دایگاکو-نو-کامی نیز شناخته می‌شد که در واقع به معنای «رئیس دانشگاه ایالتی» است. این عنوان و مقام به نام شوگون اعطا می‌شد.